# Coralville, Iowa
Coralville là một thành phố thuộc quận Johnson, tiểu bang Iowa, Hoa Kỳ. Năm 2010, dân số của thành phố này là 18907 người.

## Dân số
Dân số qua các năm:
- Năm 2000: 15123 người.
- Năm 2010: 18907 người.